# Comtat de Bastogne
El comtat de Bastogne fou una jurisdicció feudal establerta al segle IX en territori de Lotaríngia en territori avui belga a tocar de Luxemburg. El rei Lluís II d'Alemanya confirmava el 20 d'octubre del 871 unes donacions del comte Otbert de Bastogne o Bastnach. Hauria restat al poder sota Zuentibold i després de la mort d'aquests (900) quan els magnats feudals es van dirigir a Lluís IV d'Alemanya l'Infant en busca de protecció. Encara era comte el 6 d'abril del 907 quan es va confirmar un acord per una cessió a l'abadia de Stavelot. Otbert estava casar amb Hildegarda.
Apareix seguidament Reginar o Reiner o Renyer, fill de Goteló comte de les Ardenes; el seu pare és esmentat en una carta del 943 com a recent traspassat. No se l'esmenta amb títol comtal el 18 de maig del 963 però si el 985 (comes Reinharius) quan ja probablement era mort i a més no és clar si es refereix al fill de Goteló o al comte Reginard IV d'Hainaut, i se suposa que es refereix al primer perquè una altra carta esmenta a Reginard IV com a Hainao Reniero. Reginard va deixar tres fills, Bardó, Adalberó bisbe de Laon que va ocupar Verdun el 985, i Gozeló o Goteló, el successor que va reunir el comtat de Bastogne (985 o poc abans) i Verdun (985) i més tard va rebre el comtat de les Ardenes (1005). Encara el 19 d'abril del 1028 era esmentat com a comte de Bastogne (llatí Bastonia, alemany Bastnach). El 1033 fou nomenat duc de l'Alta Lorena. Va morir el 1044. Va deixar una filla Cunegunda, casada vers 1028 amb un magnat anomenat Otó de Saxònia del que es va divorciar algun temps després.